# ابوالقاسم خسروی سهل‌آبادی
ابوالقاسم خسروی‌سهل‌آبادی نمایندهٔ دورهٔ نهم مجلس شورای اسلامی و عضو کمیسیون آموزش و تحقیقات مجلس شورای اسلامی از حوزهٔ انتخابیهٔ تربت حیدریه، مه‌ولات و زاوه در استان خراسان رضوی است.